# Popielak (góra)
Popielak (860 m n.p.m.), niem. Ascherkoppe – góra w Sudetach Środkowych, w Górach Sowich.

## Położenie i opis
Wzniesienie położone jest w środkowo-południowej części Gór Sowich, po południowo-wschodniej stronie od przełęczy Bielawska Polana, około 3,0 km na wschód od Jugowa. Kopulasty szczyt o płaskim obszernym wierzchołku, z wyraźnym podkreśleniem zboczy, położony w środkowej części masywu sowiogórskiego. Zbocza szczytu porastają lasy świerkowo-bukowe regla dolnego, drzewostan porastający szczytową partie wzniesienia jest poważnie zniszczony w wyniku opadów kwaśnych deszczów. Wzniesienie położone jest na obszarze Parku Krajobrazowego Gór Sowich. Ze zboczy Popielaka otwierają się rozległe widoki na: Góry Sowie, Przedgórze Sudeckie ze Ślężą oraz pasma górskie otaczające ziemię kłodzką.

## Wieża widokowa
Na przełomie XIX i XX wieku na szczycie stała drewniana wieża widokowa. Mimo że Popielak jest wyraźnie niższy od sąsiadującej z nim Kalenicy czy Słonecznej, to właśnie jego walory odkryto wcześniej. W 1889 roku dzierżoniowskie Towarzystwo Sowiogórskie wybudowało na szczycie dziesięciometrowej wysokości drewnianą konstrukcję, którą nazwano wieżą Heleny (niem. Helenen Turm). W 1914 roku postawiono drugą drewnianą wieżę, którą rozebrano w 1927 roku ze względu na zły stan techniczny. Sześć lat później na oddalonym o około kilometr szczycie Kalenicy, postawiono stalowej konstrukcji wieżę widokową. Wieży na Kalenicy nadano imię Paula von Hindenburga.

## Szlaki turystyczne
Przez szczyt przechodzi  szlak turystyczny – odcinek Szlaku Sudeckiego z Wielkiej Sowy do Srebrnej Góry i dalej.